# Guy Carleton, barón de Dorchester
Guy Carleton, Primer Barón de Dorchester, caballero de la Orden del Baño (Strabane, Condado de Tyrone, Irlanda, 3 de septiembre de 1724 - Stubbings, Maidenhead, Berkshire, 10 de noviembre de 1808), conocido entre 1776 y 1786 como Sir Guy Charleton. Angloirlandés de origen, sirvió en dos ocasiones como Gobernador de Quebec; la primera entre 1768 y 1778 y la segunda entre 1785 y 1795. Durante la guerra de Independencia de Estados Unidos mandó la defensa de Quebec en 1775 y la contraofensiva de 1776 que expulsó a los americanos de la provincia. En 1782 y 1783 fue nombrado Comandante en Jefe de las fuerzas británicas en Norteamérica.

## Inicios
Guy Carleton nació en el seno de una familia protestante instalada en Irlanda desde el siglo XVII y sirvió en el ejército británico. En 1742, a los 17 años, fue nombrado abanderado del 25 Regimiento de Infantería y ascendió a teniente tres años después. Hizo sus primeras armas en la guerra de sucesión austriaca, donde entabló amistad con James Wolfe, con el que sirvió en la Batalla de Culloden. En 1751 pasó a la primera guardia de Infantería como capitán, ascendiendo a teniente coronel en 1757. En 1758, fue nombrado teniente coronel del recién formado 72 Regimiento de Infantería.

### Guerra de los Siete Años
Wolfe seleccionó a Carleton como ayudante de campo en el sitio de Louisbourg en 1758. Sin embargo, Jorge II denegó este nombramiento, posiblemente por los comentarios negativos que Carleton había hecho sobre los soldados de Hanover durante su servicio en el continente.
En diciembre de 1758, le fue encomendado a Wolfe, ahora general, el mando de la campaña contra Quebec, y propuso a Carleton como general adjunto. Nuevamente, Jorge II rechazó la propuesta hasta que Lord Lingonier le hizo cambiar de opinión. Cuando Carleton llegó a Halifax, asumió el mando de seiscientos granaderos; al llegar a Quebec, en junio de 1759 fue nombrado responsable de intendencia y también actuó como ingeniero supervisando la instalación de la artillería. Fue herido en la cabeza durante la Batalla de las Llanuras de Abraham y regresó a Inglaterra en octubre de 1759.
El 29 de marzo de 1761 tomó parte en el ataque a Belle-Ile-en-mer en el golfo de Vizcaya, a diez millas de la costa francesa. Dirigió un ataque contra los franceses, pero fue herido gravemente y enviado a retaguardia. Cuatro semanas después, los británicos capturaban el resto de la isla.í
Nombrado coronel en 1762, participó en la expedición británica contra Cuba, en la que coincidió con Richard Montgomery, al que se enfrentaría en 1775. El 22 de julio fue herido en un ataque a posiciones españolas.
En el año 1764 fue transferido al 93 Regimiento de Infantería.

### Gobernador de Quebec

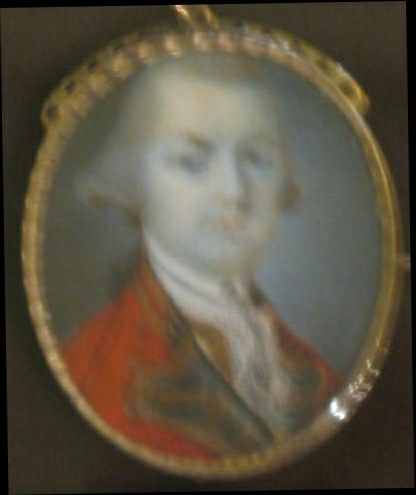
Sir Guy Carleton.

El 7 de abril de 1766 fue nombrado Teniente Gobernador y Administrador de Quebec, a las órdenes de James Murray, el titular del cargo. Carleton no tenía experiencia alguna en asuntos públicos, y su nombramiento parece obedecer al hecho de que fue tutor del Charles Lennox, duque de Richmond, que ostentaba a la sazón el cargo de secretario de Estado para las colonias de Norteamérica, y que había sido coronel del 72 Regimiento de Infantería, en el que Carleton era el teniente coronel.
En aquellos momentos, la mayoría de los oficiales de la provincia no recibían un salario propiamente dicho, sino que percibían ingresos a través de cargos que pasaban por sus servicios. Carleton trató de cambiar este sistema, aunque su postura nunca tuvo el apoyo de las autoridades de Londres. Cuando decidió renunciar a pasar cargos por sus servicios, sus superiores se pusieron furiosos con él.
Después de que Murray dimitiera, Carleton fue nombrado Capitán General y Gobernador en Jefe, en abril de 1768. En agosto de 1770 partió hacia Inglaterra en lo que él pensaba iba a ser una estancia de pocos meses. Durante su ausencia, se hizo cargo del gobierno Hector Teophilus de Cramahé, teniente gobernador.
Contrajo matrimonio con Maria Howard, hija de Thomas Howard, duque de Effinghan, 29 años más joven que él, el 22 de mayo de 1772. Fue ascendido entonces a General el 25 de mayo. El acta de Quebec de 1774, que establecía las normas de administración de la provincia, estaba basada en gran parte en las recomendaciones de Carleton.
Carleton llegó a Quebec en septiembre de 1774 y comenzó a implantar las disposiciones del acta. Mientras que el clero y los propietarios se mostraban muy favorables a las nuevas ordenanzas, comerciantes e inmigrantes de las Trece Colonias se oponían a varias de esas disposiciones, que consideraban antidemocráticas y procatólicas. Muchos de los habitantes no veían con buenos ojos la restauración del diezmo y de otras obligaciones señoriales.
El Primer Congreso Continental, celebrado a finales de 1774, envió cartas a Montreal en las que se acusaba al Acta de Quebec de antidemocrática y promover el catolicismo, ya que permitía a los católicos el ejercicio de cargos públicos y restauraba el diezmo.
John Brown, un agente del Comité de Boston, llegó a Montreal a principios de 1775 en un esfuerzo por convencer a sus habitantes para que enviaran delegados al Segundo Congreso Continental que se celebraría en mayo de ese año. Carleton, aunque conocedor de estas actuaciones, no hizo nada para evitarlas, aparte de desaconsejar la publicación de la Carta del Congreso en el único periódico de la provincia.

### Los principios de la revolución americana
Carleton recibió las primeras noticias de la rebelión en mayo de 1775, seguidas por informaciones que indicaban que los rebeldes habían capturado Fort Ticonderoga y Fort Crown Point, y atacado Fort Saint-Jean (Quebec). Carleton había enviado dos de sus regimientos a Boston y solo disponía de unos ochocientos soldados regulares en Quebec. Sus intentos de reclutar una milicia tuvieron sólo un éxito limitado al comienzo, ya que ni franceses ni ingleses parecía muy interesados en alistarse. Los indios de la zona estaban ansiosos por luchar del lado británico, y Londres estaba de acuerdo en ello, pero Carleton los rechazó ante el temor de que atacaran a no combatientes. 
Carleton dirigió los preparativos de la defensa de la provincia, centrada en Fort Saint-Jean durante el verano de 1775. En septiembre, el Ejército Continental puso sitio al fuerte, que cayó en noviembre. Para evitar ser capturado, Carleton tuvo que huir de Montreal a Quebec, disfrazado de campesino.
En diciembre de 1775 dirigió la defensa de la ciudad en la Batalla de Quebec y el posterior sitio, que fue roto por la llegada de tropas británicas en mayo de 1776. Lanzó entonces una contraofensiva contra los rebeldes, consiguiendo rechazar el ataque americano contra Trois-Rivières. En junio de 1776, fue nombrado caballero de la Orden del Baño. Durante los meses siguientes estuvo al frente de las fuerzas británicas navales del Río Richelieu, culminando en la batalla de la isla Valcour en el Lago Champlain en octubre, contra la flota americana dirigida por Benedict Arnold.
Los británicos, con una flota significativamente superior, consiguieron una victoria decisiva, destruyendo o capturando la mayor parte de la flota americana. Su hermano, Thomas Carleton, y su sobrino Cristopher Carleton sirvieron a sus órdenes durante la campaña.

### Final de la Revolución americana
El 1 de julio de 1777, Carleton dimitió como gobernador, pero Londres le ordenó permanecer en su puesto hasta que llegara su sustituto, Frederick Haldimand, en junio de 1778. Carleton partió para Inglaterra, donde había sido nombrado gobernador de Charlemont en Irlanda. Uno  de los primeros actos de Haldimand fue fortificar la isla Buck en el Río San Lorenzo y rebautizarla como Isla Carleton. Tras el sitio de Yorktown y la rendición de Lord Cornwallis en octubre de 1781, Sir Guy Carleton fue nombrado Comandante en Jefe de Norteamérica el 22 de febrero de 1782. Llegó a Nueva York el 6 de mayo de ese año para suceder en el puesto a Sir Henry Clinton.
En agosto, al conocer que Gran Bretaña concedería la independencia a las Trece Colonias, Carleton solicita ser revelado del puesto, poniéndose al frente de los lealistas que abandonan los Estados Unidos. También busca espacio para antiguos esclavos, pese a las objeciones de los americanos, que no querían perder a ninguno. En total, consigue encontrar nuevos hogares para 30.000. El 28 de noviembre finaliza la evacuación y Carleton vuelve a Inglaterra.
En 1783, John Campbell de Strachur le sucede como Comandante en Jefe de Norteamérica.

### Los años de posguerra
Recomendó la creación del cargo de Gobernador General de todas las provincias en la Norteamérica británica. En su lugar, fue nombrado Gobernador en Jefe, Gobernador de Quebec, Gobernador de Nuevo Brunswick, gobernador de Nueva Escocia y Gobernador de la Isla del Príncipe Eduardo. Llegó a Quebec el 23 de octubre de 1786. Su cargo como Gobernador Jefe fue ignorado y sólo fue gobernador de las otras provincias mientras estaba en ellas.
En agosto de 1786 Carleton fue nombrado Barón de Dorchester, en el Condado de Oxford.
El Acta constitucional de 1791 dividió Quebec entre la Canadá Superior y Canadá Inferior, con Sir Alured Clarke como Teniente Gobernador de Canadá Inferior y John Graves Simcoe como Teniente Gobernador de Canadá Superior. En agosto de 1791, Carleton partió hacia Inglaterra y el 7 de febrero de 1792 ocupó su escaño en la Cámara de los Lores. Partió nuevamente hacia Canadá el 18 de agosto de 1793.
Su sustituto, Robert Prescott llegó en mayo de 1796 y, el 9 de julio, Carleton partió nuevamente hacia Inglaterra para no regresas jamás.
Vivió principalmente en Greywell Hill, Hampshire y, a partir de 1805, en Stubbings House en Burchett's Green, cerca de Maidenhead, Berkshire, El 10 de noviembre de 1808, murió repentinamente en Stubbings. Fue enterrado en la iglesia parroquial de Nately Scures.